# Саобраћајна и електро школа Добој
Саобраћајна и електро школа Добој је једна од средњих школа у Добоју. Налази се у улици Цара Душана 18 и смјештена је у зграду средњошколског центра у Добоју заједно са још три добојске средње школе: Саобраћајна и електро школа Добој, Економска школа Добој и Угоститељска и трговинска школа Добој.

## Опште информације о школи
Школа данас садржи 25 одељења са 683 ученика, у школи је 56 стално запослених радника. Располаже са шест специјализованих опремљених кабинета, од којих су три са по петнаест умрежених рачунара и интернет конекцијом.

### Школска библиотека
Библиотека је основана 1975. године, поседује фондом 4633 монографске и 204 серијске публикације. Највећи део чине књиге које се налазе у програму школске лектире, као и литература светске и српске књижевности, стручна литература за наставнике, приручници за ученике и наставнике, речници, енциклопедије, лексикони и друго. Услуге библиотеке је 2018—2019. године користило 350 ученика и 44 наставника школе.

### Ваннаставне активности
Ученицима су на располагању бројне креативне, стваралачке и спортске секције.

## Историјат
Након Другог светског рата је основана Школа ученика у привреди, а 1975—1976. Школски центар „23. август” унутар кога је отворена Саобраћајно–техничка школа. Центар је 1977. године преименован у Средњошколски центар у Добоју, а школа 1993. добија данашњи назив Саобраћајна и електро школа Добој.
Стара зграда Школе ученика у привреди је разрушена, 1975. године је сазидана нова зграда школског центра, а 1987. зграда радионице у кругу школске зграде. Донацијама Финске владе и батаљона 1996. године је урађена санација зграде средњошколског центра. Године 2000—2001. је школа иницирала образовање експерименталних одељења електротехничке струке, 2002—2003. су били креатори нових наставних планова и програма у Републици Српској у оквиру програма Европске уније.

## Образовни профили
- Саобраћајна струка

1. Техничар жељезничког саобраћаја (четврти степен)[5]
2. Техничар друмског саобраћаја (четврти степен)[6]
3. Техничар логистике и шпедиције (четврти степен)[7]
4. Возач моторних возила (трећи степен)[8]
5. Руковалац грађевинских и претоварних машина (трећи степен)[9]

- Електротехничка струка

1. Техничар рачунарства и програмирања (четврти степен)[10]
2. Техничар информационих технологија (четврти степен)[11]
3. Техничар електроенергетике (четврти степен)[12]
4. Електричар – Електроничар механичар (трећи степен)[13]
5. Аутоелектричар (трећи степен)[14]

## Пројекти
Пројекти које је школа до сада реализовала су „EU VET програм EU”, „BIP – омладинско предузетништво”, „Психоедукација адолесцената”, „Истраживање међународног хуманитарног права”, „Бољом управом до бржег економског раста”, „Умеће живљења”, „Мисли мине”, „Ја грађанин”, „Издавање школског часописа SEŠ”, „GTZ”, „Интеркултурална размена ученика” и „Британски савет”.

## Догађаји
Догађаји Саобраћајне и електро школа Добој:
- Светосавска академија
- Дан школе[19]
- Дан јабуке[20]
- Дан заљубљених[21]
- Дан Европе[22]
- Дан сећања на жртве холокауста, геноцида и других жртава фашизма у Другом светском рату[23]
- Дан српског јединства, слободе и националне заставе[24]
- Међународни дан средњошколаца[25]
- Међународни дан безбедног интернета[26]
- Међународни дан матерњег језика[27]
- Међународни дан жена[28]
- Међународни дан борбе против туберкулозе[29]
- Међународни дан без аутомобила[30]
- Европски дан језика[31]
- Светски дан срца[32]
- Светски дан борбе против сиде[33]
- Сајам технике у Београду
- Сајам образовања и запошљавања[34]